# علي أنصاريان
| صورة = Ali Ansarian.jpg
علي أنصاريان (5 يوليو 1977 بطهران في إيران – 3 فبراير 2021) هو لاعب كرة قدم إيراني في مركز الدفاع. شارك مع منتخب إيران لكرة القدم. أما مع النوادي، فقد لعب مع نادي استقلال أهواز ونادي استقلال طهران ونادي برسبوليس ونادي سايبا ونادي ستيل آذين ونادي شاهين بوشهر ونادي شهرداري تبريز ونادي غسترش فولاد ونادي فجر شهيد سباسي.

## روابط خارجية
- علي أنصاريان على موقع IMDb (الإنجليزية)
- علي أنصاريان على موقع قاعدة بيانات الفيلم (الإنجليزية)